# کورسیا-دونگالون
کورسیا-دونگالون (به فرانسوی: Curciat-Dongalon) یک کمون در فرانسه است که در Canton of Saint-Trivier-de-Courtes واقع شده‌است.

## خصوصیات
کورسیا-دونگالون ۲۳٫۹۴ کیلومترمربع مساحت و ۴۳۷ نفر جمعیت دارد و ۲۱۶ متر بالاتر از سطح دریا واقع شده‌است.